# 831
سنة 831 م كانت سنة بسيطة تبدأ يوم الأحد من التقويم اليولياني. بدأت تسمية السنة ب831 منذ العصور الوسطى المبكرة، عندما أصبح تقويم أنو دوميني هو الأسلوب السائد في أوروبا لتسمية السنوات.

## أحداث
- ثورة البشموريين.
- سيطرة المسلمين على مدينة باليرمو.

## وفيات
- الأصمعي